# Pontotoc (Mississippi)
Pontotoc ist eine Stadt in Mississippi in den Vereinigten Staaten und der County Seat des gleichnamigen Pontotoc County. Das U.S. Census Bureau hat bei der Volkszählung 2020 eine Einwohnerzahl von 5640 ermittelt. Pontotoc ist ein Wort aus der Sprache Chickasaw und bedeutet "Land der hängenden Trauben".

## Demografie
Nach der Schätzung von 2019 leben in Pontotoc 6169 Menschen. Die Bevölkerung teilte sich im selben Jahr auf in 58,6 % nicht-hispanische Weiße, 24,7 % Afroamerikaner, 0,3 % Sonstige, 0,2 % Asiaten und 0,6 % mit zwei oder mehr Ethnizitäten. Hispanics oder Latinos machten 15,4 % der Bevölkerung aus. Das mittlere Haushaltseinkommen lag bei 39.585 US-Dollar und die Armutsquote bei 18,3 %.

## Söhne und Töchter
- Ruby Elzy (1908–1943), Sängerin
- Cordell Jackson (1923–2004), Musiker
- Thad Cochran (1937–2019), Politiker
- Jim Weatherly (1943–2021), Musiker
- Roger Wicker (* 1951), Politiker